# Nichts bereuen
Nichts bereuen ist ein deutscher Film von 2001, der das Erwachsenwerden zum Thema hat. Er ist zugleich eine Verfilmung des ebenfalls 2001 erschienenen gleichnamigen Romans von Benjamin Quabeck, der Regie führte und am Drehbuch mitwirkte. Gedreht wurde der Film unter anderem in der Villa Springorum im Wuppertaler Briller Viertel.

## Handlung
Daniel ist 19 Jahre alt und hat gerade sein Abitur gemacht. Seit ca. vier Jahren ist er in Luca verliebt, hat es ihr aber noch nicht gesagt. Der Film beginnt, als Daniel aus seinem Abiurlaub wiederkommt. Jetzt muss er eine Zivildienst-Stelle finden. Zunächst tritt er die Arbeit in der Kirchgemeinde an, wo er allerdings nicht weiterbeschäftigt wird, nachdem er sich in der Kirche an ein Kreuz bindet. Eine neue Stelle findet er im Pflegedienst, wo es ebenfalls zu Komplikationen kommt: Zum einen verliebt sich Schwester Anna in ihn, zum anderen stirbt ein alter Mann, nachdem sich Daniel eine in einer Tankstelle geklaute Flasche Schnaps mit ihm geteilt hat.

## Auszeichnungen
Der Film verschaffte Daniel Brühl seinen Durchbruch, der für seine Darstellung sowohl den Bayerischen als auch den Deutschen Filmpreis erhielt, sowie gemeinsam mit Jessica Schwarz den New Faces Award als beste Nachwuchsdarsteller. Auch der Regisseur Benjamin Quabeck erhielt mehrere Auszeichnungen, unter anderem den Förderpreis Deutscher Film und eine Nominierung für den Europäischen Filmpreis.
Die Deutsche Film- und Medienbewertung FBW in Wiesbaden verlieh dem Film das Prädikat wertvoll.

## Kritik
Die Zeitschrift Cinema gab dem Film umgerechnet 4 von 5 Punkten und bescheinigte ihm große Authentizität sowie subtilen Humor, der zeige, dass es im Leben Tragischeres gibt als Liebesleid.
Die Kritik aus der Nürnberger Zeitung fasst diesen Film unter dem Titel „Peinlich, aber unterhaltsam“ zusammen.